# Maurizio Viroli
Maurizio Viroli (Forlì, 14 marzo 1952) è un filosofo e saggista italiano naturalizzato statunitense, professore emerito di Teoria politica alla Princeton University.
Durante il settennato di Carlo Azeglio Ciampi ha servito la Presidenza della Repubblica Italiana.
È professore ordinario alla Università del Texas ad Austin e all'Università della Svizzera Italiana a Lugano.
I suoi campi di ricerca sono la Filosofia politica e la Storia del pensiero politico.
I suoi autori di riferimento sono Niccolò Machiavelli, Jean-Jacques Rousseau, Giuseppe Mazzini, Benedetto Croce, Carlo e Nello Rosselli.
La sua ricerca si basa sul metodo contestualista di Quentin Skinner a cui ha apportato alcune innovazioni.
I suoi riferimenti politico-ideali sono il Repubblicanesimo e l'Azionismo (Partito d'Azione).
Alle numerose pubblicazioni scientifiche affianca l'attività di saggista e quella di editorialista. Collabora e ha collaborato ad alcune testate giornalistiche, tra cui La Stampa, il Sole 24 Ore e Il Fatto Quotidiano.
Nel 2008 ha acquisito anche la cittadinanza statunitense.

## Biografia

### Formazione
Maurizio Viroli ha frequentato il Liceo scientifico statale Fulcieri Paulucci di Calboli di Forlì. Come egli stesso racconta nel libro L'autunno della Repubblica, per mantenersi agli studi ha lavorato fin da giovanissimo come garzone di bottega, come cameriere d'albergo e come operaio presso lo zuccherificio della sua città. Di quegli anni dice:" [...] quando ero bambino abitavo a Forlì con i miei genitori, in via Archimede Mellini, in un appartamento angusto e freddissimo, riscaldato soltanto da una stufa a gas tenuta, per la nostra povertà, sempre con la fiammella azzurrognola al minimo."
Al termine degli studi liceali si è iscritto alla facoltà di Lettere e Filosofia dell'Università di Bologna. Nel 1976 si è laureato magna cum laude in Filosofia con una tesi dal titolo Metodo e Sistema in Friedrich Engels.
Dal maggio 1976 al maggio 1977 ha svolto il Servizio di leva a Casarsa della Delizia, in Friuli-Venezia Giulia.
Il ritorno alla vita civile è stato all'insegna del precariato. Percepiva un piccolo salario organizzando convegni e lavorando come redattore alla rivista Problemi della transizione presso Istituto Gramsci di Bologna.
Nel 1982 è stato ammesso al dottorato di ricerca presso l'Istituto Universitario Europeo di Firenze. Nel 1985, di fronte alla commissione composta dai Professori Werner Maihofer, Quentin Skinner, Norberto Bobbio, Maurice Cranston, Athanasios Moulakisha, ha discusso la tesi dal titolo La théorie de la société bien ordonnée chez Jean-Jacques Rousseau, pubblicata prima in francese poi, nel 1988, per i tipi di Cambridge University Press con il titolo di Jean Jacques Rousseau and the 'Well-Ordered Society', e nel 1993 per Il Mulino con il titolo Jean-Jacques Rousseau e la teoria della società bene ordinata.
Ha perfezionato la sua formazione svolgendo attività di ricerca al Clare Hall dell'Università di Cambridge e al Max-Planck Institut für Gesellschaftsforschung in Köln.

### Posizione accademica
Maurizio Viroli è Professore Emerito all'Università di Princeton dal 2014. A Princeton è giunto nel 1987, come Assistant Professor. Nel 1993 ha ottenuto tenured appointment ed è diventato Associate Professor. Nel 1997 è diventato Full Professor. 
È Professore ordinario di Government all'Università del Texas ad Austin, e di Comunicazione politica all'Università della Svizzera italiana. Dirige il Laboratorio di Studi civili presso l'Università della Svizzera italiana. 
Con Letizia Tedeschi (Accademia di Architettura di Mendrisio), Michele Luminati (Università di Lucerna) e Jean-Philippe Garric (Sorbonne Université), nel 2018 ha vinto il finanziamento del FNSNF (Fondo Nazionale Svizzero per la Ricerca Scientifica) per gli anni 2018-2022 con il progetto di ricerca Milan and Ticino (1796-1848): Shaping the Spatiality of a European Capital, che prevede l'impegno di un folto gruppo di ricercatori.
I suoi interessi di studio ruotano intorno alla Filosofia politica e alla Storia del Pensiero politico. Studia il Repubblicanesimo nella sua accezione classica (da Machiavelli a Rousseau) e in quella contemporanea. Si occupa e scrive di religione e politica, di retorica classica, libertà e tirannide, di patriottismo e nazionalismo, di etica civile, di diritti e doveri. Pone particolare attenzione ai fondamenti della convivenza civile. I suoi periodi storici di riferimento sono il Rinascimento, il Risorgimento e l'Antifascismo. I suoi autori di riferimento sono Niccolò Machiavelli, Jean-Jacques Rousseau, Giuseppe Mazzini, Benedetto Croce, Carlo e Nello Rosselli.
Come impegno civile si occupa di Educazione civica e della difesa e dell'attuazione della Costituzione della Repubblica Italiana. Ha collaborato con la Direzione Generale dell'Ufficio Scolastico Regionale per le Marche a progetti di Educazione alla Cittadinanza. Nel 2006 ha fondato e dirige il Master in Civic Education presso l'associazione Ethica di Asti. Ha coordinato e diretto progetti di Educazione civica per la Fondazione per la Scuola della Compagnia di San Paolo. Con il professor Gianni Sinni dirige il progetto Designing Civic Consciousness presso Università degli Studi della Repubblica di San Marino. Dirige il progetto Lezioni di Casa Cervi-Scuola di Etica civile presso Casa Cervi. Ha preso parte attivamente alle campagne referendarie svoltesi in occasione del  referendum costituzionale del 2006, contro la riforma proposta dal centro-destra, e del  referendum costituzionale del 2016, contro la cosiddetta riforma costituzionale Renzi-Boschi.
Ha collezionato inviti e incarichi di insegnamento presso prestigiose istituzioni culturali internazionali come l'Institute for Advanced Study di Princeton, Georgetown University, Yale University, Harvard University, UCLA, Università Complutense di Madrid, Universidad Nacional de Cuyo di Mendoza, New School for Social Research di New York, Università di Pechino, Pontificia Universidad Católica de Chile, Cambridge University, Università del Queensland, Columbia University, Queen Mary, University of London, United Arab Emirates University, Università Nazionale Autonoma del Messico, Hebrew University di Gerusalemme, il Collège de France.
In Italia ha insegnato presso la Scuola Normale Superiore di Pisa, l'Università degli Studi di Trento, l'Università del Molise, l'Università di Ferrara, la Scuola Superiore di Catania e l'Università degli Studi di Urbino "Carlo Bo".
Ha collaborato e collabora con istituzioni quali il Collegio di Milano e la Scuola Superiore della Pubblica Amministrazione, Scuola superiore di polizia, Fondazione per la Scuola della Compagnia di San Paolo, Collegio Carlo Alberto e l'Associazione Nazionale Comuni Italiani, la Fondazione Alcide Cervi presso Casa Cervi.

### Ideali politici
Maurizio Viroli, nel libro L'autunno della Repubblica, spiega così le sue posizioni politiche "Non sono soltanto uno studioso del repubblicanesimo, mi sento repubblicano. Amo i princìpi fondamentali di questa tradizione e cerco di applicarli nella vita e nell’analisi dei fatti politici e sociali." Più oltre, in riferimento al Presidente Carlo Azeglio Ciampi racconta: "La prima volta che lo incontrai provai la sensazione di trovarmi di fronte ad un uomo di straordinaria energia morale, l’esempio vero della migliore cultura del Risorgimento e dell’azionismo. Rammento ancora le parole che mi disse dopo aver ascoltato con attenzione le mie considerazioni sul significato del concetto di amor di patria: «Quello che lei dice, professore, l’ho sempre sentito e vissuto nella mia coscienza». Fu allora che realizzai che io sono prima uno studioso di repubblicanesimo e poi un repubblicano; Ciampi è repubblicano nell’intimo della coscienza: repubblicano e azionista; anzi, credo, repubblicano perché azionista."
Anche l'Antifascismo è rilevante nel patrimonio ideale di Maurizio Viroli. Ne L'Autunno della Repubblica si legge: "Ho trovato nelle pagine di Benedetto Croce, Carlo Rosselli, Ferruccio Parri, Ernesto Rossi, Piero Calamandrei – per citare soltanto i nomi più noti – non solo idee e argomenti in perfetta sintonia con il mio antifascismo assoluto e intransigente, ma anche e soprattutto le più convincenti riflessioni sulle ragioni della fragilità della libertà italiana."
Il patriottismo di Maurizio Viroli si oppone al nazionalismo, anzi, ne è l'antidoto. Ancora ne L'Autunno della Repubblica si legge a proposito del libro Per amore della patria: "In Italia abbiamo una tradizione di patriottismo di straordinario valore morale e politico, la migliore che io conosca. Mi riferisco in primo luogo al patriottismo di Giuseppe Mazzini, fondato sul principio che la patria non è il territorio bensì un principio di libertà, e al patriottismo degli antifascisti di «Giustizia e Libertà», concordi nell’affermare che la nostra patria coincide con il mondo morale delle persone libere [...] non era poi idea tanto peregrina sostenere [in Per amore della patria. Patriottismo e nazionalismo nella storia. n.d.r.] che il patriottismo repubblicano potesse essere il mezzo più efficace per combattere la marea del nazionalismo che cominciava a montare. Oggi, credo sia troppo tardi."
Infine, Maurizio Viroli ci spiega il suo relativismo: "Sulle questioni etiche sono stato sempre un convinto relativista, con comprensibile scandalo di molti amici e colleghi. Di fatto, se il dovere esiste soltanto là dove la coscienza morale personale lo riconosce come tale, segue necessariamente che ci sono persone che riconoscono quali loro doveri determinati princìpi, altre che riconoscono quali loro doveri princìpi diversi, se non del tutto opposti. Il pluralismo e il contrasto dei doveri sono sotto gli occhi di tutti. Ad alcuni il dovere indica il servizio e la pratica della carità, ad altri la pura e semplice affermazione di sé stessi, anche a costo di usare altri esseri umani come mezzi. [...] La ragione, tante volte invocata quale guida sicura all’agire umano, non detta i fini ma solo i mezzi. Lo ha spiegato in modo esemplare un filosofo morale completamente dimenticato, Erminio Juvalta: «La ragione per sé non comanda nulla; né l’egoismo, né l’altruismo, né la giustizia. La ragione cerca, e mostra, se le riesce, i mezzi che servono a conservar la vita a chi la vuol conservare, a distruggerla a chi la vuol distruggere; addita ai pietosi le vie della pietà, ai giusti le vie della giustizia, e le vie del proprio tornaconto agli uomini senza scrupoli. Ma l’egoismo non è per sé più ‘razionale’ dell’altruismo, né il regresso più razionale del progresso, né la conservazione dell’individuo più razionale di quella della specie, né l’utile proprio più razionale che l’utile della collettività. Razionali non sono i fini, ma le relazioni dei mezzi ai fini. Ed è così ragionevole che dia la vita per un’idea chi pregia più l’idea che la vita, come che taccia la verità per un ciondolo chi ama più i ciondoli che la verità.»"

### Incarichi Istituzionali
È stato consulente della Presidenza della Repubblica Italiana per le attività culturali durante il settennato del Presidente Carlo Azeglio Ciampi (1999-2006).
Ha collaborato con la Presidenza della Camera dei Deputati durante la presidenza di Luciano Violante (1996-2001).
È stato coordinatore del Comitato Nazionale per la Valorizzazione della Cultura della Repubblica presso il Ministero dell'Interno.
È stato Presidente nazionale dell'Associazione Mazziniana Italiana.

## Pubblicazioni

### Monografie (con indicazione delle rispettive traduzioni)
2019
Nazionalisti e patrioti, Roma-Bari, Laterza
2018
Etica del servizio e etica del comando, Napoli, Editoriale Scientifica.
2016
The Quotable Machiavelli, Princeton, Princeton University Press.
How to choose a leader. Machiavelli’s advice to citizens, Princeton, Princeton University Press.
L’autunno della Repubblica, Roma-Bari, Laterza.
2013
Redeeming The Prince: The Meaning of Machiavelli’s Masterpiece, Princeton, Princeton University Press. Traduzione italiana, La redenzione dell’Italia. Saggio sul «Principe» di Machiavelli, Roma-Bari, Laterza, 2013.  Traduzione spagnola, La redención de El príncipe: el significado de la obra maestra de Maquiavelo, Bogotá, Universidad de los Andes: Ediciones Uniandes, 2016.
Il sorriso di Niccolò. Storia di Machiavelli, nuova edizione, Roma-Bari, Laterza.
Scegliere il principe. I consigli di Machiavelli al cittadino elettore, Roma-Bari, Laterza. traduzione spagnola, La elección del príncipe: los consejos de Maquiavelo al ciudadano elector, tradotto da Paula Caballero Sánchez, Barcelona, Paidós, 2014.  Traduzione coreana, 누구를 뽑아야 하는가: 민주공화국을 위한 마키아벨리의 투표 강령 (Nugu reul ppobaya haneunga), tradotto da Jaejung Gim, 안티고네, Anyang: Antigone, 2017. In uscita la traduzione portoghese.
2012
L’Intransigente, Roma-Bari, Laterza.
Le parole del cittadino, Roma-Bari, Laterza.
2010
La libertà dei servi, Roma-Bari, Laterza  (paperback edition: 2012). Traduzione inglese, The liberty of servants: Berlusconi’s Italy, tradotto da Antony Shugaar, con una nuova prefazione dell'autore, Princeton, Princeton University Press, 2011.
Lo scrittore di ricami, Reggio Emilia, Diabasis.
2009
Come se Dio ci fosse. Religione e libertà nella storia d’Italia, Torino, Einaudi. Traduzione inglese, As If God Existed: Religion and Liberty in the History of Italy, tradotto da Alberto Nones, Princeton, Princeton University Press, 2012.
2008
How to read Machiavelli, Cambridge, Granta. Traduzione italiana, Machiavelli filosofo della libertà, tradotto da Silvia Righini, Roma, Castelvecchi, 2013. Traduzione coreana, How to read 마키아벨리/, 웅진지식하우스, 웅진씽크빅, 2014.
L’Italia dei doveri, Milano, Rizzoli.
2005
Il Dio di Machiavelli e il problema morale dell’Italia, Roma-Bari, Laterza. Traduzione inglese, Machiavelli’s God, tradotto da Antony Shugaar, Princeton, Princeton University Press, 2010.
2001
Con Norberto Bobbio, Dialogo intorno alla repubblica, Roma-Bari, Laterza (paperback edition: 2003). Traduzione spagnola, Diálogo en torno a la república, tradotto da Rosa Ruis Gatell, Barcelona, Tusquets, 2002. Traduzione portoghese, Diálogo em Torno da República, tradotto da Daniela Beccaccia Versiani, Rio de Janeiro, Campus Editora, 2002 (paperback edition con titolo diverso: Direitos e Deveres na República: os Grandes Temas da Política e da Cidadania, Rio de Janeiro, Elsevier, 2007). Traduzione inglese, The Idea of the Republic, tradotto da Allan Cameron, con una nuova introduzione dell'autore, Cambridge, Polity, 2003. Traduzione francese, Dialogue autour de la république, tradotto da Guillaume Lagrée, Presses Universitaires de Rennes, 2006. Traduzione cinese, 共和的理念 (Gong he de li nian), tradotto da 杨立峰译 (Yang Li Feng), 应奇校 (Chang chun), 吉林出版集团 (Jilin Publishing Group LLC), 2009.
1999
Repubblicanesimo, Roma-Bari, Laterza. Traduzione inglese, Republicanism, tradotto da Anthony Shugaar, New York, Farrar Straus and Giroux, 2002. Traduzione tedesca, Die Idee der Republikanischen Freiheit, tradotto da Friederike Hausmann, Zurich, Pendo, 2002. Traduzione bulgara, Републиканизъм (Republikanizŭm), Sofia, Ciela, 2005. Traduzione coreana, 공화주의 (Konghwajuŭi), tradotto da Kyŏng-hŭi Kim and Tong-gyu Kim, Kyŏnggi-do Goyang-si, In’gan Sarang, 2006. Traduzione catalana, Republicanisme, tradotto da Gabriel Genescà Dueñas, Barcelona, Angle, 2007. Traduzione francese, Républicanisme, translated by Christopher Hamel, Paris, Bord de l’eau, 2011. Traduzione araba, الفكر الجمهوري (al-Fikr al-jumhūrī), tradotto da ʻIzz al-Dīn ʻAnāyah, Abū Ẓaby, Hayʼat Abū Ẓaby lil-thaqāfah wa-al-turāth (Kalimah), 2011.  Spanish translation, Republicanismo, introduction by Manuel Suárez Cortina, Santander, Universidad de Cantabria, 2015.
1998
Machiavelli, Oxford, Oxford University Press.
Il sorriso di Niccolò. Storia di Machiavelli, Roma-Bari, Laterza (paperback edition: 2000; pubblicato anche da Milano, Edizioni de Il Giornale, 2007; e da Milano, Edizioni de Il Sole 24 Ore, 2010). traduzione inglese, Niccolò’s Smile. A Biography of Machiavelli, tradotto da Antony Shugaar, New York, Farrar Straus and Giroux, 2000 (paperback edition: 2002). Traduzione spagnola, La sonrisa de Maquiavelo, tradotto da Atilio Pentimalli, Barcelona, Tusquets, 2000 (ripubblicato nel 2002; pubblicato anche da Barcelona, Folio, 2004). Traduzione tedesca, Das Lächeln des Niccolò: Machiavelli und seine Zeit, tradotto da Friederike Hausmann, Zurich-Munich, Pendo, 2000 (pubblicato anche da Darmstadt, Wissenschaftliche Buchgesellschaft, 2000; e da Reinbek bei Hamburg, Rowohlt, 2001). Traduzione portoghese, O sorriso de Nicolau. História de Maquiavel, tradotto da Valéria Pereira de Silva, São Paulo (Brazil), Estação Liberdade, 2002. Traduzione olandese, De glimlach van Niccolo: een biografie van Machiavelli, tradotto da Mieke Geuzebroek and Pietha de Voogd, Amsterdam, Mets & Schilt, 2002 (pubblicato anche da Roeselare, Roularta Books, 2003). Traduzione svedese, Niccolòs leende: historien om Machiavelli, tradotto da Paul Enoksson, Paul, Stockholm, Atlantis, 2004. Traduzione polacca, Uśmiech Machiavellego, tradotto da Krzysztof Żaboklicki, Warszawa, Wydawnictwo W.A.B., 2006. Traduzione giapponese, マキァヴェッリの生涯 : その微笑の謎 (Makiaverri no shōgai: Sono bishō no nazo), tradotto da Yoshimi Takeda, Tokyo, Hakusuisha, 2007. Traduzione cinese, 尼科洛的微笑 : 马基雅维里传, tradotto da 段保良译 (Duan Bao Liang), 上海人民出版社 (Shanghai Translation Publishing House), Shanghai, 2008. Traduzione araba, Projectemirati.
1995
For Love of Country: An Essay on Patriotism and Nationalism, Oxford, Oxford University Press (paperback edition: 1997). Traduzione italiana, Per Amore della Patria. Patriottismo e nazionalismo nella storia, Roma-Bari, Laterza, 1995 (paperback edition con una nuova introduzione dell'autore: 2001). Traduzione spagnola, Por amor a la patria: un ensayo sobre el patriotismo y el nacionalismo, tradotto da Patrick Alfaya MacSchane, Madrid, Acento Editorial, 1997. Traduzione turca, Vatan Aşkı: Yurtseverlik ve Milliyetçilik Üzerine Bir Deneme, tradotto da Abdullah Yılmaz, Istanbul, Ayrıntı Yayınları, 1997. Traduzione rumena, Din dragoste de patrie: un eseu despre patriotism și naționalism, Bucureştii, Humanitas, 2002. Traduzione giapponese, パトリオティズムとナショナリズム : 自由を守る祖国愛, (Patoriotizumu to nashonarizumu: Jiyū o mamoru sokokuai), tradotto da Rui Satō and Makiko Satō, Tokyo, Nihon Keizai Hyōronsha, 2007. Traduzione cinese, 关于爱国 (Guan yu ai guo: Lun ai guo zhu yi yu min zu zhu yi), translated by 潘亚玲译, Shanghai, 上海人民出版社 (Shang hai ren min chu ban she), 2016.
1992
From Politics to Reason of State. The Acquisition and Transformation of the Language of Politics (1250-1600), Cambridge, Cambridge University Press. Traduzione italiana, Dalla politica alla ragion di stato, Roma, Donzelli, 1994. Traduzione spagnola, De la política a la razón de estado: la adquisición y transformación del lenguaje político (1250-1600), tradotto da Sandra Chaparro Martinez, con prefazione di Sandra Chaparro Martinez and Rafael del Águila, Madrid, Akal, 2009. Traduzione cinese, 从善的政治到国家理由, translated by 郑红译, 吉林人民出版社, 2011.
1988 
La théorie de la société bien ordonnée chez Jean-Jacques Rousseau, Berlin-New York, De Gruyter. Traduzione inglese, Jean Jacques Rousseau and the “Well-Ordered Society”, tradotto da Derek Hanson, Cambridge, Cambridge University Press, 1988. traduzione italiana, Jean-Jacques Rousseau e la teoria della società bene ordinata, Bologna, Il Mulino, 1993.
1987
L’etica laica di Erminio Juvalta, Milano, Franco Angeli.

### Saggi e articoli
In uscita
‘La civiltà statuale’, in Francesco Di Donato (ed.), Cultura civica e civiltà statuale, Bologna, Il Mulino.
‘Libertà e profezia in Machiavelli’, in Attilio Scuderi (ed.), Machiavelli e i confini del potere, Milano, Mimesis.
‘La passione civile e la scienza politica di Giovanni Sartori’, in Jorge Islas López (ed.), Homenaje pòstumo: la ciencia política de Giovanni Sartori, Fondo de cultura económica, Universidad Nacional Autónoma de México, Mexico City.
2018
‘Civic religion, Patriotism and Prophecy in early-Modern Italian City-Republics’, in Kurt Almqvist (ed.) Nation, state and empire. Perspectives from the Engelsberg seminar, Stockholm, Axess Publishing AB, pp. 89-96.
2017
‘Debunking “Machiavellian” Myths’, review of David Johnston, Nadia Urbinati and Camila Vergara (eds.), Machiavelli on Liberty and Conflict, Chicago-London, The University of Chicago Press, 2017, in Law and Liberty, July 3.
‘Machiavelli and Rousseau’, in Thinking with Rousseau: From Machiavelli to Schmitt, ed. by Helena Rosenblatt and Paul Schweigert, Cambridge University Press, pp. 7-28.
‘Postfazione’, in Roberto Bertoni, Protagonisti sempre. Un secolo di storia visto con gli occhi dei ragazzi, with a preface by Enrico Letta, Reggio Emilia, Imprimatur.
‘Realism and prophecy in Machiavelli and in Italian political culture’, The Italianist, vol. 37, n. 3, pp. 308-323.
2016
‘The redeeming Prince’, in Timothy Fuller (ed.), Machiavelli's Legacy. "The Prince" After Five Hundred Years, Philadelphia, University of Pennsylvania Press, pp. 34-53.
‘Prefazione’, in Carlo Mosca, Il prefetto e l’unità nazionale, Napoli, Editoriale Scientifica.
2014
‘Skinner’, ‘God’ and ‘Macaulay’, in Gennaro Sasso and Giorgio Inglese (directors), Enciclopedia machiavelliana, Roma, Istituto dell'Enciclopedia Italiana. 
‘Introduction’, new edition of the Vita di Niccolò Machiavelli by Roberto Ridolfi, Roma, Castelvecchi.
‘Introduction’, new edition of The Prince by Niccolò Machiavelli, Roma, Castelvecchi.
‘Preface’, in Nicolas Maquiavelo, El Principe, Edicion Commemorativa, Mexico City, Taurus.
‘Preface’, in Leone Ginzburg, La tradizione del Risorgimento, Roma, Castelvecchi.
‘Se è libero bisogna che creda’, in 5 variazioni sul credere, ed. by Marco Bouchard, Torino, Edizioni Gruppo Abele.
2013
‘L’attualità del Principe’, in Alessandro Campi (ed.), Il principe di Niccolò Machiavelli e il suo tempo: 1513-2013, Roma, Complesso del Vittoriano, Salone centrale, 25 aprile-16 giugno 2013, Roma, Istituto della Enciclopedia Italiana. 
Review of Corrado Vivanti, ‘Niccolo Machiavelli: An Intellectual Biography’, Renaissance Quarterly, Vol. 66, No. 4 (Winter 2013), pp. 1448-1449. 
‘Premessa’, in Antonio Gisondi, La moralità della Resistenza: l’esperienza del partigiano Bosco, Benevento, Associazione Terre dei Gambacorta, 2013. 
2012
‘Prefazione’, in Fernanda Gallo, Dalla patria allo Stato. Una biografia intellettuale di Bertrando Spaventa, Roma-Bari, Laterza.
2011
‘Patriotism and European Unity’, in B. Ehrenzeller, C. Grewe, P. Gomez, A. Kley, M. Kotzur, K. Odendahl, B. Schindler & D. Thürer, (Eds.), Vom Staatsbürger zum Weltbürger - ein republikanischer Diskurs in weltbürgerlicher Absicht. Drittes Kolloquium der 'Peter Häberle-Stiftung' an der Universität St.Gallen, Zurich/St. Gallen, Dike Verlag.
‘La costituzione repubblicana: un manuale di educazione civica’, in Ilario Belloni and Marcello Gisondi (eds.), Lessico civico: teorie e pratiche della cittadinanza, Reggio Emilia, Diabasis. 
‘Le origini meridiane del repubblicanesimo’, in Federica Frediani and Fernanda Gallo (eds.), Ethos repubblicano e pensiero meridiano, Reggio Emilia, Diabasis. 
‘La dimensione religiosa del Risorgimento’, in Alberto Melloni (ed.), Cristiani d’Italia. Chiese, società, stato, 1861-2011, Roma, Istituto dell'Enciclopedia Italiana.
‘La libertà politica è un bene fragile’, Lettera internazionale. Rivista trimestrale europea, n.110, (4/2011), pp.21-22.
2010
‘Ragione e passioni nell’educazione civica’, in Ilario Belloni and Rosario Forlenza (eds.), Questioni civiche. Forme, simboli e confini della cittadinanza, Reggio Emilia, Diabasis. 
‘Prefazione’, in Giuseppe Fonseca, La Costituzione: il pilastro di cristallo, Napoli, La scuola di Pitagora. 
2009 
‘1513. Machiavelli, il carcere, Il Principe’, in Gli anni di Firenze, Roma-Bari, . 
‘The Republican Content of the Italian Constitution’, in La Costituzione ieri e oggi. Roma, 8-9 Gennaio 2008, Atti dei Convegni Lincei Roma, Bardi. 
‘Etica e diritto: la forza intelligente per sconfiggere la violenza’ in Regione Piemonte, Piano regionale per la prevenzione della violenza contro le donne e per il sostegno alle vittime.
2008
‘Religione e libertà nella Democratie en Amérique’, in Dante Bolognesi e Sauro Mattarelli (eds.), Fra libertà e democrazia: l’eredità di Tocqueville e J. S. Mill, Milano, Franco Angeli.
‘Una nuova utopia della libertà’, Quaderni del Circolo Rosselli, XXVIII, new series, n.1 (2008), pp. 19-27.
2007
‘Machiavelli’s Realism’, Constellations, Volume 14, Issue 4 (December 2007), pp. 466-482.
‘Religione/2: Tutte le ragioni del liberalismo’, with Ackerman, Amato, Bassetti, Buruma, Cacciari, Carandini, Crowder, Eder, Parisi, Pombeni, Roman, Schlegel, Schwarzenberg, Taylor, Nadia Urbinati, Reset, 101 (2007) Dove Ratzinger sbaglia/Where Ratzinger is mistaken.
2006
‘Machiavelli oratore’, in Jean-Jacques Marchand (ed.), Machiavelli senza i Medici, 1498-1512: scrittura del potere, potere della scrittura. Atti del convegno di Losanna, 18-20 novembre 2004, Roma, Salerno Editrice. 
‘Due concetti di religione civile’, in Maurizio Ridolfi (ed.), Rituali civili: storie nazionali e memorie pubbliche nell’Europa contemporanea, Roma, Gangemi. 
‘Patriottismo e rinascita civile’, Aspenia, 34 (September 2006), pp. 140-146. 
2005
‘Introduction’, in Niccolò Machiavelli, The Prince, translated by Peter Bondanella, Oxford, Oxford University Press.
‘Prefazione’, in Giuseppe Mazzini, Scritti politici, edited by Terenzio Grandi and Augusto Comba, 2nd edition, Torino, UTET.
‘Introduzione’, in What is a man? Collection of young thouths – Che cos’è l’uomo? Raccolta di giovani pensieri, Senigallia, MIUR, Le Marche.
2004
‘Repubblicanesimo’, in Norberto Bobbio, Nicola Matteucci and Gianfranco Pasquino (directors), Dizionario di Politica, 3rd edition, Torino, UTET, pp. 840-843.
‘Libertà democratica, libertà repubblicana e libertà socialista’, in Thomas Casadei (ed.), Repubblicanesimo democrazia socialismo delle libertà. “Incroci” per una rinnovata cultura politica, Milan, Franco Angeli, pp. 185-201.
‘Il lavoro nobilita l’uomo e l’impresa’, Impegno. Mensile di cultura sociale, I, n.1 (November 2004), pp. 6-11.
2003
‘Els ideals del republicanisme: república, llibertat, virtut i patriotisme’, Idees: Revista de temes contemporanis, n. 19, 2003, pp. 91-97. 
‘Libertad republicana y emancipación social’, Revista de la Fundación Juan March, n. 326, 2003, pp. 42-44. 
‘Republic and Democracy: On Early Modern Origins of Democratic Theory’, in Theodor K. Raab and Ezra Suleiman (eds.), The Making and Unmaking of Democracy. Lessons From History and World Politics, New York and London, Routledge. 
‘Della lontananza’, in Alberto Sinigaglia (ed.), La saggezza del vivere. Tracce di etica, Reggio Emilia, Diabasis.
‘Repubblicanesimo e Costituzione della Repubblica’ in Maurizio Ridolfi (ed.), Almanacco della Repubblica: storia d’Italia attraverso le tradizioni, le istituzioni e le simbologie repubblicane, Milano, Bruno Mondadori.
‘Europa contro America?’, Il pensiero mazziniano, LVIII, n.2-3 (2003), pp. 16-19.
‘Dio nella costituzione’, Il pensiero mazziniano, LVIII, n.4 (2003), pp. 6-7.
2002
Con Norberto Bobbio, ‘Berlusconi y el poder oculto. Diálogo con Maurizio Viroli’, Claves de razón práctica, n. 126, 2002, pp. 50-56.
‘Sul rientro dei savoia’, Il pensiero mazziniano, LVII, 3 (2002), pp. 5-7.
‘Scrivere la costituziuone. L’esempio della storia americana’, Il pensiero mazziniano, LVII, 3 (2002), pp. 21-23.
‘Il despota e il tiranno si sono fatti furbi’, Il pensiero mazziniano, LVII, 4 (2002), pp. 13-16.
2001
‘Il repubblicanesimo di Machiavelli’ and ‘Le ragioni di un dibattito’, in Simonetta Adorni Braccesi and Mario Ascheri (eds.), Politica e cultura nelle repubbliche italiane dal Medioevo all’età moderna: Firenze, Genova, Lucca, Siena, Venezia. Atti del convegno (Siena 1997), Roma, Istituto Storico Italiano per l’età moderna e contemporanea. 
‘El sentido olvidado del patriotismo republicano’, Isegoría: Revista de filosofía moral y política, n. 24, 2001, pp. 5-14. 
‘El patriotismo multicultural’, in Ramón Máiz Suárez (ed.), Construcción de Europa, democracia y globalización, Vol. 2, Santiago de Compostela, Universidade de Santiago de Compostela. 
‘El significado de la libertad’, Revista de libros, n. 52, 2001, pp. 6-8.
‘Giù le mani da Carlo Cattaneo’, Il pensiero mazziniano, LVI, n.2 (2001), pp. 22-24.
2000
‘Questioni attorno al repubblicanesimo:un dialogo fra Salvatore Veca e Maurizio Viroli’, Il pensiero mazziniano, LIV, n.3 (2000), pp. 9-20.
‘Repubblicanesimo, liberalismo e comunitarismo’, Filosofia e questioni pubbliche, V, n.1 (2000), pp. 71-79.
1999
‘Niccolò Machiavelli’, in Alberto Andreatta and Artemio Enzo Baldini (eds.), Il pensiero politico. Idee, teorie, dottrine. Età moderna, Torino, UTET. 
‘Multicultura e individualismo’, review of Michael Walzer, ‘Tratado sobre la tolerancia’, Revista de libros, No. 26 (February, 1999), pp. 17-19.
‘Nacionalismo y democracia’, Revista de ciencia política, Instituto de Ciencia Política, Pontificia Universidad Católica de Chile, Vol. XX, no.1 (1999), pp. 180-194. 
‘El significado histórico del patriotismo’, Revista de ciencia política / Instituto de Ciencia Política, Pontificia Universidad Católica de Chile, Vol.XX, no.1 (1999), p. 165-179.
‘La Repubblica romana’, Il pensiero mazziniano, LIV, n.2 (1999), pp. 30-37.
‘Repubblicanesimo’, Il pensiero mazziniano, LIV, n.3 (1999), pp.4-6.
1998
‘Rousseau y el derecho natural’, review of Helena Rosenblatt, ‘Rousseau and Geneva. From the First Discourse to the Social Contract’, Revista de libros, No. 17 (May, 1998), pp. 20-21. 
‘Patriotismo y nacionalismo entre el final del siglo XVIII y los inicios del siglo XIX’, in José María Portillo Valdés and José María Iñurritegui Rodríguez (eds.), Constitución en España: orígenes y destinos.
‘La sinistra non scordi la Patria’, Il pensiero mazziniano, LIII, n.4 (1998), pp. 13-16.
1997
‘I guerrieri di Dio: chi sono i «theoconservatori» che scendono in lotta contro aborto, eutanasia e gay’, La Stampa, April 2. 
‘L’arcipelago progressista: l’orgogliosa cultura liberal, fra battaglie per le minoranze, ambientalismo e progetti per riprendere il New Deal’, La Stampa, April 11. 
‘Un desafío al liberalismo, en nombre de la libertad’, review of Philip Pettit, ‘Republicanism. A Theory of Freedom and Government’, Revista de libros, No. 11 (November, 1997), pp. 9-11. 
1995
‘Discussione americana e caso italiano’, in Martha Nussbaum, Gian Enrico Rusconi and Maurizio Viroli (eds.), Piccole patrie, grande mondo, Roma, Donzelli. 
Review of Anthony J. Parel, ‘The Machiavellian Cosmos’, Renaissance Quarterly, Vol. 48, No. 2 (Summer, 1995), pp. 369-370. 
‘Il significato storico della nascita del concetto di Ragion di Stato’, in Enzo Baldini (ed.), Aristotelismo politico e ragion di Stato. Atti del Convegno internazionale di Torino, 11-13 febbraio 1993, Firenze, Olschki. 
‘Patrioti o Traditori?’, L’Indice, April 1995. 
‘Il ritorno della Nazione’, I democratici, May 1995. 
1994
‘L’etica politica ciceroniana e il suo significato moderno’, Nuova Civiltà delle Macchine, 12, n. 1 (January-March 1994), pp. 197-202. 
‘La cattiva retorica dell’autonomia della politica’, Il Mulino, 43, n. 3, (May-June 1994), pp. 417-422. 
‘Politika kot državljanska filozofija’, Časopis za kritiko znanosti, 22, 172/173 (1994), pp. 169-176. 
1993
‘Nazionalismo e patriottismo’, Il Mulino, 42, n. 3, (May-June 1993), pp. 459-465. 
1992
‘Politics as Civil Philosophy’, in William R. Shea and Antonio Spadafora (eds.), From the Twilight of Probability: Ethics and Politics, Canton (MA), Science History Publications. 
‘The Revolution in the Concept of Politics’, Political Theory, Vol. 20, No. 3 (August 1992), pp. 473-495. 
1991
Review of Sebastian De Grazia, ‘Machiavelli in Hell’, Political Theory, Vol. 19, No. 2 (May 1991), pp. 292-295. 
‘Una filosofia civile tra comunitari e liberali’, Ragioni Critiche, 8, pp. 5-9. 
1990
‘Introduction’, in Quentin Skinner, Le origini del pensiero politico moderno, Bologna, Il Mulino. 
Review of Michael Walzer, ‘The Company of Critics’, L’Indice, n. 3. 
‘Machiavelli and the classical idea of politics’, in Gisela Bock, Quentin Skinner and Maurizio Viroli (eds.), Machiavelli and Republicanism, Cambridge, Cambridge University Press.
1989
‘Republic and Politics in Machiavelli and Rousseau’, History of Political Thought, 10, n. 3, pp. 405-420. 
1988
‘Machiavelli e Rousseau: i dilemmi della politica republicana’, Teoria Politica, 4, pp. 29-42. 
1987
‘The concept of “order” and the language of classical republicanism in Jean Jacques Rousseau’, in Anthony Pagden (ed.), The Languages of Political Theory in Early-Modern Europe, Cambridge, Cambridge University Press. 
‘“Revisionisti” e “ortodossi” nella storia delle idee politiche, Rivista di filosofia, n. 1, pp. 111-126. 
‘La Théorie du Contrat Social et le concept de “Republique” chez Jean-Jacques Rousseau’, Archiv fur Recht-und-Sozialphilosophie, n. 2, pp. 195-215. 
1986
‘Dovere morale e pluralismo etico in Erminio Juvalta’, Rivista di Storia della Filosofia, n. 3, pp. 543-569. 
‘La “Morale dei Positivisti” e l’etica del socialismo’, in Paolo Rossi Monti (ed.), L’età del positivismo, Bologna, Il Mulino. 
1985
‘Il Marxismo e l’ideologia del socialismo italiano’, in Georges Labica (ed.), 1883-1983: l’oeuvre de Marx, un siecle apres, Paris, Presses Universitaires de France. 
‘Despotismo e cittadini’, Transizione, n. 3.
1984
Erminio Juvalta e la teoria della giustizia, Rivista di filosofia, n. 3, pp. 397-431. 
‘Antonio Labriola “filosofo del socialismo”’, Giornale critico della filosofia italiana, LXIV, I, January-April, pp. 105-125.
1983
‘Aspetti della recezione di Engels in Italia. Tra socialismo scientifico e crisi del marxismo’, in Franco Zannino (ed.), L’Antidühring: affermazione e deformazione del marxismo? Annale V (1981) della Fondazione Lelio e Lisli Basso -Issoco, Milano, Franco Angeli.
1982
‘Il problema dell’etica razionale in Erminio Juvalta’, Studi sulla cultura filosofica italiana tra Ottocento e Novecento, Bologna, CLUEB. 
‘Etica e marxismo. A proposito di una recente discussione’, Problemi della Transizione, n. 5, 1982, pp. 91-107. 
1981
Socialismo e cultura, 'Studi Storici’, 22, n. 1 (January-March 1981), pp. 179-197. 
Il dialogo fra Engels e Labriola, ‘Critica marxista’, n. 2, pp. 163-178. 
1980
‘Nella crisi del positivismo: la ricerca teorica del «Divenire Sociale» (1905-1910)’, Giornale critico della filosofia italiana, LIX, I-IV, pp. 167-189. 
1979
‘Filosofia e politica nel “Federico Engels” di Rodolfo Mondolfo’, in Antonio Santucci (ed.), Pensiero antico e pensiero moderno in Rodolfo Mondolfo, Bologna, Cappelli.

### Curatele
2008
Con Nerio Alessandri, Wellness. Storia e cultura del vivere bene, Milano, Sperling & Kupfer. Traduzione inglese, Wellness. History and culture of living well, Milano, Sperling & Kupfer, 2008.
2005
Niccolò Machiavelli, The Prince, tradotto da Peter Bondanella, Oxford, Oxford University Press.
2004
Libertà politica e virtù civile. Significati e percorsi del repubblicanesimo classico, Torino, Fondazione Giovanni Agnelli.
2001
Lezioni per la repubblica: la festa è tornata in città, Reggio Emilia, Diabasis.
1997
Con Domenico Losurdo, Ascesa e declino delle repubbliche, Urbino, Quattro Venti.
1990 
Con Gisela Bock e Quentin Skinner, Machiavelli and Republicanism, Cambridge, Cambridge University Press.